# کاچ (صربستان)
کاچ (به صربی: Kać) یک منطقهٔ مسکونی در صربستان است که در ناحیه باچکای جنوبی واقع شده‌است. کاچ ۷۴٫۸۷ کیلومتر مربع مساحت و ۱۱٬۶۱۲ نفر جمعیت دارد.